# Museo Colosso
Il Museo Colosso, situato nel Palazzo Colosso a Ugento, è una delle rare collezioni storiche della Puglia, formata nel XIX secolo con reperti rinvenuti nella zona circostante.

## Storia
Iniziata dal Barone Adolfo Colosso, appassionato di storia locale, la collezione comprende un totale di 794 reperti, datati dal VI secolo a.C. all'età altomedievale, con aggiunte di oggetti moderni come armature e armi.

## Collezione
Per quanto riguarda il periodo compreso tra il VI secolo a.C. e l'età ellenistica, la collezione presenta importanti reperti di ceramica indigena, tra cui le trozzelle, le lekanai e i piatti in vernice bruno-rossiccia. La ceramica attica è rappresentata dalle lekythoi. Per l'età ellenistica, sono presenti esempi della "ceramica di Gnathia" e ceramica a vernice nera, insieme a lucerne, terrecotte, e reperti scultorei che indicano l'influenza dell'arte messapica. La collezione contiene anche numerose epigrafi in lingua messapica e latina.